# Les Hauts-Geneveys
Les Hauts-Geneveys (toponimo francese) è una frazione di 921 abitanti del comune svizzero di Val-de-Ruz (Canton Neuchâtel).

## Geografia fisica
Les Hauts-Geneveys si trova nella valle Val-de-Ruz formata dal fiume Le Seyon, a nord del lago di Neuchâtel, ed è sovrastato dalla cima della Tête-de-Ran (1 422 m s.l.m.).

## Storia

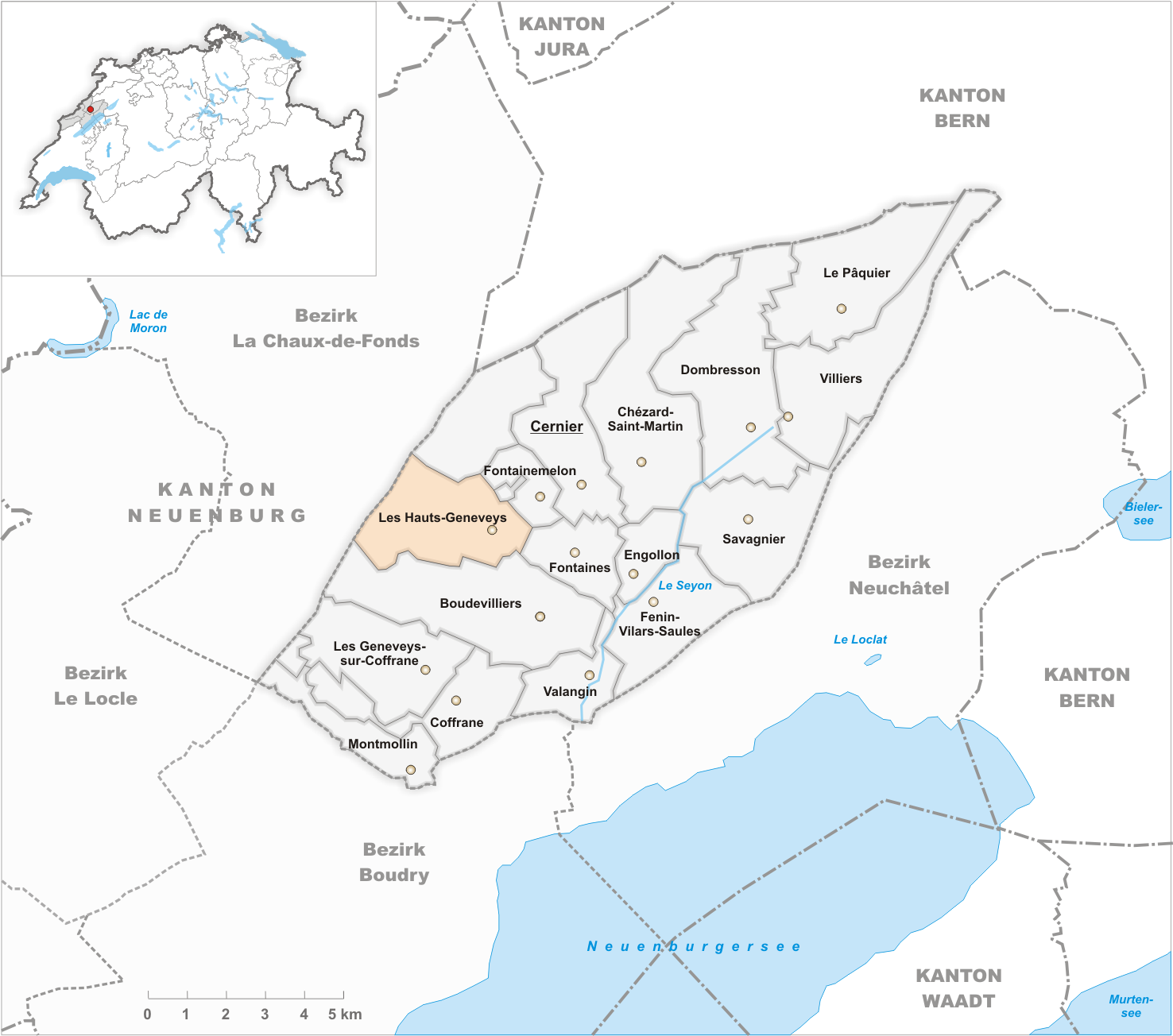
Il territorio del comune di Les Hauts-Geneveys prima degli accorpamenti comunali del 2013

Già comune autonomo che si estendeva per 7,95 km², in seguito all'esito favorevole del referendum del 27 novembre 2011 il 1º gennaio 2013 è stato aggregato agli altri comuni soppressi di Boudevilliers, Cernier, Chézard-Saint-Martin, Coffrane, Dombresson, Engollon, Fenin-Vilars-Saules, Fontainemelon, Fontaines, Le Pâquier, Les Geneveys-sur-Coffrane, Montmollin, Savagnier e Villiers per formare il nuovo comune di Val-de-Ruz.

## Società

### Evoluzione demografica
L'evoluzione demografica è riportata nella seguente tabella:
Abitanti censiti

## Economia
L'economia locale si basa prevalentemente sul turismo invernale grazie agli impianti sciistici della Tête-de-Ran.

## Infrastrutture e trasporti

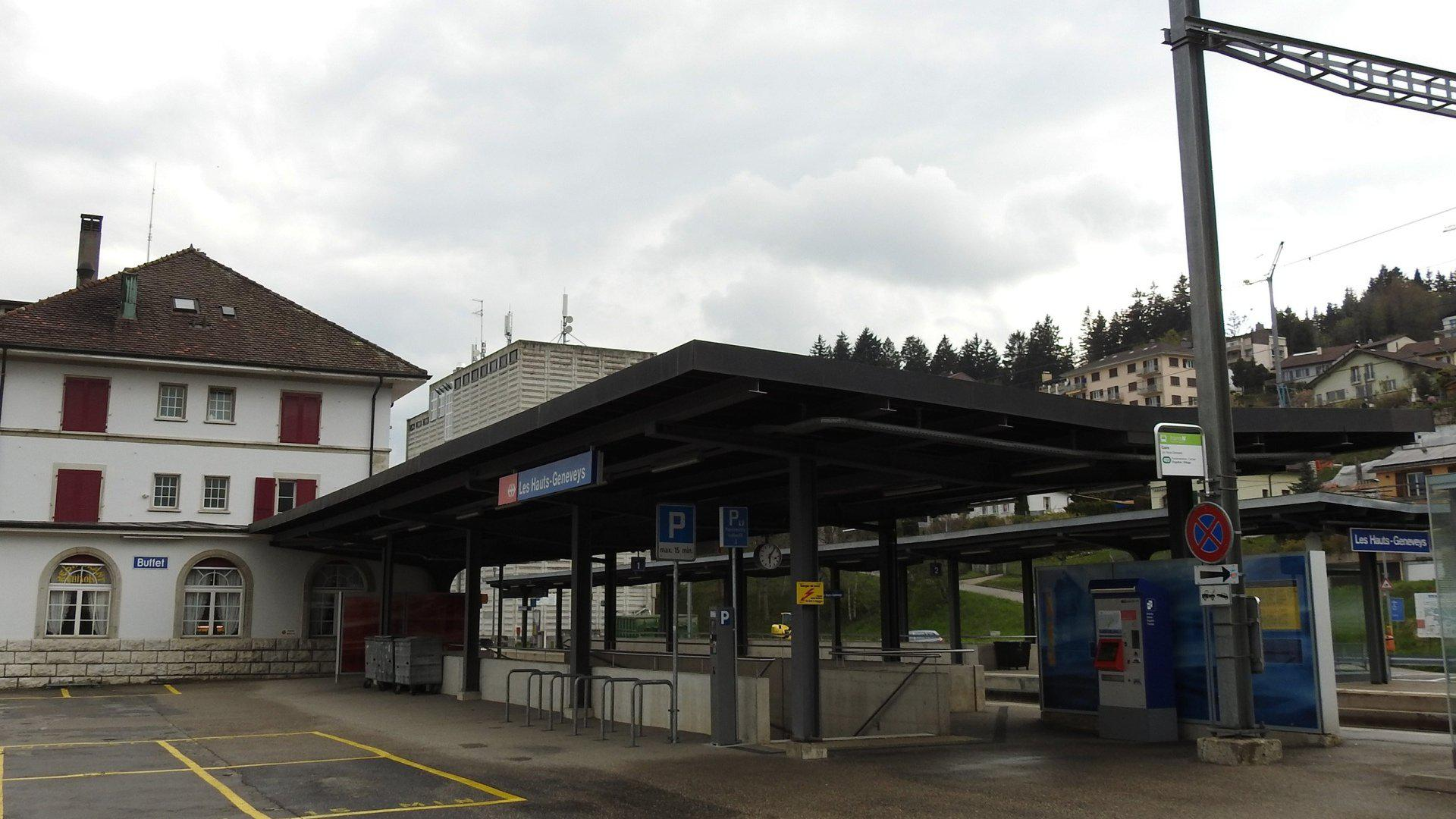
La stazione di Les Hauts-Geneveys

Les Hauts-Geneveys è servito dall'omonima uscita sull'autostrada A20 dall'omonima stazione sulla ferrovia Neuchâtel-Le Locle.